# Jezero (gmina Jezero)
Jezero (cyr. Језеро) – wieś w Bośni i Hercegowinie, w Republice Serbskiej, siedziba gminy Jezero. W 2013 roku liczyła 511 mieszkańców.
W 2007 roku po odkryciu prastarego krateru-jeziora na planecie Mars został on nazwany Jezero, po tej właśnie wsi w Bośni i Hercegowinie.
W listopadzie 2018 ogłoszono, że krater Jezero będzie miejscem lądowania w misji Mars 2020.